# هايبرد ثيوري
هايبرد ثيوري (بالإنجليزية: Hybrid Theory)‏ هو أول ألبومات فرقة الروك الأمريكية «لينكين بارك»، أُصدر في الرابع والعشرين من شهر أكتوبر عام 2000 بواسطة شركة «وارنر برذرز» للتسجيلات. حقق الألبوم نجاحًا تجاريًا، حيث صُنف كـ «ألبوم ماسي» فقدْ بِيع منه أكثر من عشرة ملايين نسخة في الولايات المتحدة وحدها حتى عام 2010، محتلًا المركز الثاني في قائمة بيلبورد 200، كما وصل أيضًا إلى مراتب عالية في قوائم أخرى حول العالم.
سُجل الألبوم في استوديوهات «إن آر جي» للتسجيلات في نورث هوليوود في كاليفونيا، وأُنتج بواسطة دون غلمور. أسلوب كتابة الألبوم تعبر عن المشاكل التي واجهها المغني الرئيسي للفرقة تشستر بنينغتون خلال مراهقته، مثل تعاطي المخدرات، والعنف المنزلي، وطلاق والديه. أُخذ اسم الألبوم «هايبرد ثيوري» من الاسم السابق للفرقة حيث يمثل نظرية موسيقية، ويتضمن أساليب مختلفة من العزف والغناء.
أُصدر من الألبوم أربع أغانٍ منفردة، وهي: «ون ستيب كلوزر»، والأغنية الثانية هي «كراولينغ»، والثالثة هي «بيبركت»، والرابعة هي «إن ذا إند»، جميع هذه الأغاني كانت سببًا لانطلاق فرقة لينكين بارك نحو شهرة كبيرة. في حين كانت «إن ذا إند» الأكثر نجاحًا بين الأغاني المنفردة الأربعة، جميع الأغاني المنفردة في الألبوم بقيت جزءًا من أكثر أغاني الفرقة نجاحًا إلى الوقت الحاضر. على الرغم من أن الأغاني «رن أواي»، و«بوينتس أوف أوثوريتي»، و«ماي ديسمبر» من النسخة الخاصة الإضافية من الألبوم، لم يتم إصدارها كأغانٍ منفردة، حققت نجاحات طفيفة في المحطات الإذاعية التي تذيع موسيقى الروك البديل؛ وذلك يعود هذا إلى نجاح جميع الأغاني المنفردة التي أصدرتها الفرقة بالإضافة إلى نجاح الألبوم. رُشح الألبوم لجائزة غرامي عن فئة «أفضل ألبوم روك» في حفل جوائز غرامي لعام 2002، كما أن الألبوم مدْرج في كتاب «1001 ألبوم يجب أن تستمع إليه قبل أن تموت». وصُنف في المرتبة الحادية عشر في قائمة بيلبورد لـ «أشهر 200 ألبوم في العقد». أُصدرت نسخة خاصة من الألبوم بتاريخ الحادي عشر من مارس 2002، أي بعد عام ونصف عام بعد إصدار نسخته الأصلية. بلغت مبيعات الألبوم أكثر من 27 مليون نسخة حول العالم، ما جعل الألبوم أفضل ألبوم أول لفرقة في عقد 2000. أدت الفرقة الألبوم بأكمله لأول مرة في مهرجان «داونلود فيستفال» في الرابع عشر من يونيو 2014.

## خلفية تاريخية

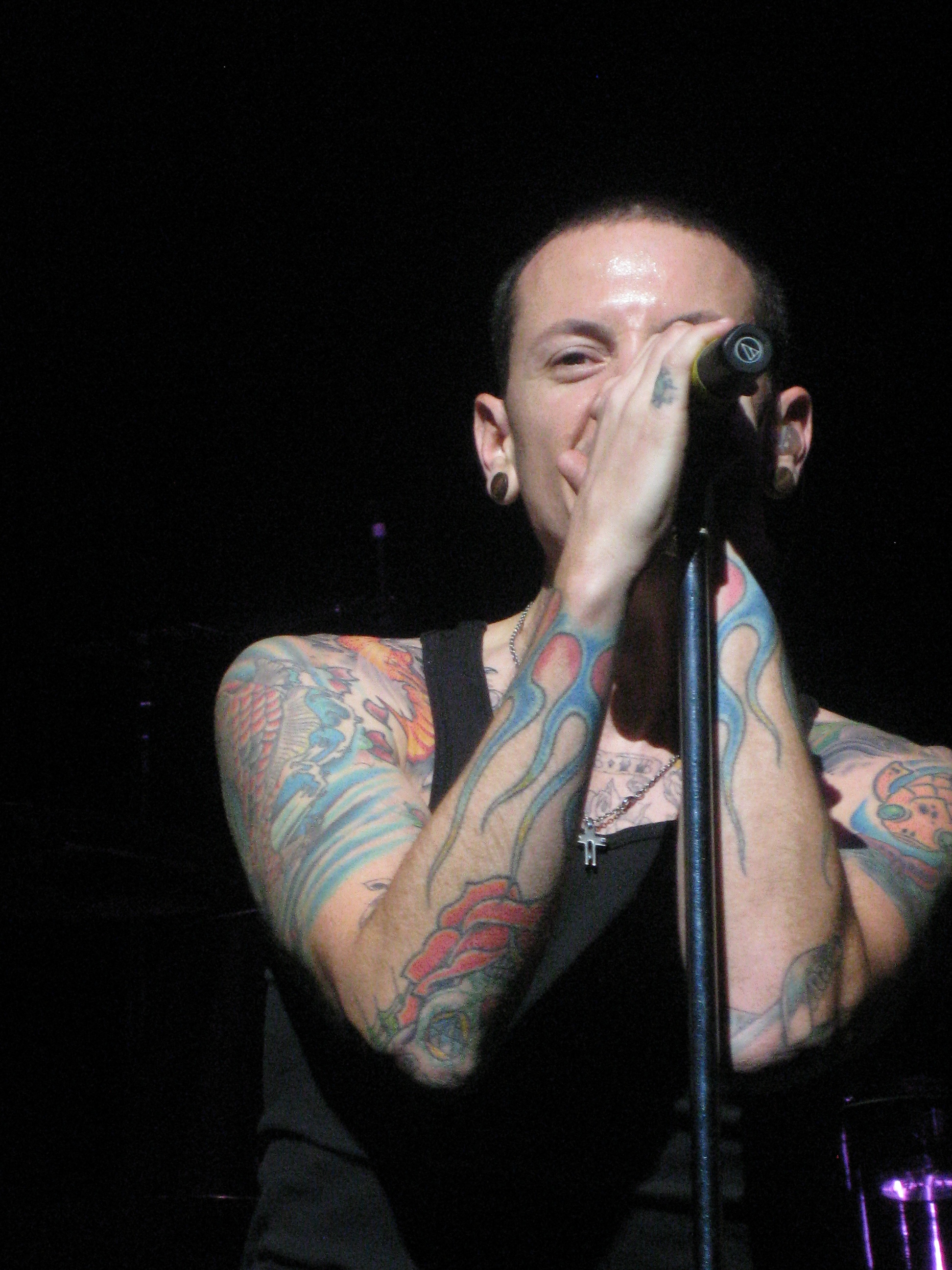
تشيستر بنينجتون يؤدي في دالاس، تكساس.

أُسست فرقة لينكين بارك عام 1996، حيث كانت فرقة راب روك باسم «زيرو (Xero)»، كان عازف الإيتار الرئيسي هو براد ديلسون، والمغني وعازف غيتار الإيقاع هو مايك شينودا، والطبّال هو روب بوردون، والدي جي هو جو هان، والمغني الرئيسي هو مارك ويكفيلد، وعازف غيتار البيس هو ديف فاريل (لم يكن ديف مع الفرقة خلال هذه المرحلة فقد كان يتجول مع فرقة «تيستي سناكس»). في عام 1999 بعد خروج مارك ويكفيلد، انضم إلى الفرقة المغني الرئيسي تشستر ينينغتون وأعيدت تسمية الفرقة من «زيرو» إلى «هايبرد ثيوري (Hybrid Theory)»، وذلك عندما حُلّت للتو الفرقة التي كان تشستر بنينغتون يعمل فيها سابقًا وهي «غري ديز (Grey Daze)»، فأرشده ناصِحه إلى جيف بلو، نائب رئيس قسم «آرتيستس آند ريبيرتوير (Artist and repertoire)» من شركة «مجموعة زومبا»، وكان جيف بلو يبحث عن مغنٍ رئيسي لفرقة «زيرو». أرسل جيف بلو إلى تشستر بنينغتون شريطين من الأغاني غير المصدرة لفرقة «زيرو»، أحدهما لأحد الأعضاء المؤسسين للفرقة مارك ويكفيلد، والآخر كان فقط مع الأغاني المنتجة بدون كلام، طالبًا «تحليله للأغاني». كتب بنينغتون وسجل مقاطع غنائية جديدة إضافة إلى المقاطع الموسيقية بدون كلام، وأعاد المقاطع إلى جيف بلو. كما تذكر براد ديلسون وقال: «[بنينغتون] كان بالفعل بمثابة القطعة الأخيرة من اللغز [...] لم نر أي شيء قريب من موهبته في أي أحد آخر.» بعدما انضم بنينغتون إلى الفرقة، غيرت الفرقة اسمها إلى «هايبرد ثيوري» وأصدرت أسطوانة مطولة باسمها وهي «هايبرد ثيوري إي بي (Hybrid Theory EP)». حصل تشويش غير مخالف للقانون على اسم الفرقة بسبب التشابه اسمها واسم مجموعة موسيقية ويلزية تعزف موسيقى الإليكتورنيكا تحمل اسم «هايبرد» ما دعا إلى تغيير الاسم مرة ثانية، فتغير الاسم في النهاية إلى «لينكين بارك». طوال عام 1999، كانت فرقة «لينكين بارك» فنانًا عاديًا ضمن نادي «ويسكي أغو غو (Whisky a Go Go)».

## الكتابة والتسجيل
الموسيقى التي كانت مبدئيًا لتكون الألبوم «هايبرد ثيوري» أُنتجت في البداية بواسطة لينكين بارك عام 1999 بمثابة شريط يتكون من تسع أغانٍ، أرسلت الفرقة الشريط إلى شركات تسجيل مختلفة وأدت اثنين وأربعين عرضًا من أجل ممثلين عنهم في التسجيل والإنتاج، وتضمنت العروض أداءات من أجل مروج ومدير للفرقة. لكنهم رُفضوا من قِبل معظم الشركات الكبيرة وشركات تسجيل مستقلة مختلفة. اشتركت الفرقة لدى شركة وارنر برذرز للتسجيلات عام 1999، يعود ذلك بنسبة كبيرة إلى التوصيات المبادرة من قِبل جيف بلو الذي انضم إلى الشركة بعد الاستقالة من شركة زومبا.
على الرغم من الصعوبات التي حصلت بداية عند البحث عن منتِج لديه الرغبة في الإشراف على الألبوم الأول للفرقة التي سجلت حديثًا، وافق دون غيلمور مبدئيًا على الإشراف على المشروع، مع آندي واليس الذي عمل مؤقتًا مهندسًا للصوت. جلسات التسجيل التي كانت في الغالب عبارة عن إعادة تسجيل لما تم تسجيله سابقًافي الشريط المنتَج عام 1999، بدأت في استوديوهات إن آر جي للتسجيل في نورث هوليوود في كاليفورنيا في بداية عام 2000 واستغرقت أربعة أسابيع. في معظم الأغاني، كانت الأقسام التي احتوت على غناء راب لمايك شينودا مستبدلة بشكل كبير بالأقسام الأصلية (المصدرة عام 1999)، في حين لم تتغير مقاطع الغناء الجماعي بشكل كبير. بسبب غياب كل من ديف فاريل وكايل كريسنر، الذين شاركا في الأسطوانة المطولة، استعانت الفرقة بشكل مؤقت بكل منسكون كوزويل وأيان هورنبيك ليكونوت عازفي بيس بُدلاء، كما عزف براد ديلسون البيس طوال معظم أجزاء الألبوم. وقدَّم «دست برذرز (Dust Brothers)» موسيقى بيتس في أغنية «ويذ يو (With You)».
كتب تشستر بنينغتون ومايك شينودا كلمات الألبوم بناء على جزء من التسجيلات المسبقة مع مارك ويكفيلد. ميَّز شينودا الألبوم بأنه تفسيرات لأحاسيس عامة، وعواطف، وتجارب و«عواطف الحياة اليومية التي تتحدث عنها وتفكر فيها.» وفي وقت لاحق وصف بنينغتون خبرة كتابة الأغاني لمجلة «رولينغ ستون» في بداية عام 2002:
--تشستر بنينغتون، «مجلة رولينغ ستون، 2002».

## البنية
تنبع موسيقى الألبوم «هايبرد ثيوري» من إلهامات متنوعة، حيث أن أسلوب غناء بنينغتون تأثر بفنانين مثل «ديبيتش مود (Depeche Mode)» و«ستون تيمبل بايلوتس»، في حين تكونتْ تقنيات الإيتار والعزف لبراد ديلسون، مِن الفنانين «ديفتونز (Deftones)»، و«غنز آن زوزز (Guns N' Roses)»، و«يو تو (U2)»، و«ذا سميثز (The Smiths)». أما غناء الراب لدى مايك شينودا فهو قريب جدًا من أسلوب «ذا روتس (The Roots)». يصف المحتوى الكتابي لأغاني الألبوم المشاكل التي واجهها تشستر بنينغتون في طفولته، مثل العنف الجسدي والجنسي، وإدمانه الكحول، وطلاق والديه، وانعزاله عن المجتمع. أما من ناحية الأسلوب، فقد وُصف الألبوم بأنه من نمط النيو ميتال، والراب ميتال، والميتال البديل.
أُصدر للألبوم أربع أغانٍ منفردة، وكانت ثاني أغنية وأُول أغنية منفردة هي «ون ستيب كلوزر (One Step Closer)»، التي سُجلت بصورة تدريجية بعد أن عانتِ الفرقة مع أغنية «رن أواي». وتحتوي الأغنية على عزف بالإيتار، وتطبيل إلكتروني في مقدمة الأغنية مؤدية إلى جسر موسيقي مع عزف شديد ومشوه بالإيتار وأسلوب عدواني في التطبيل. كما أنها سيئة السمعة بسبب جملة «اخرس عندما أتحدث إليك (Shut up when I'm talkin' to you)» التي صرخ بها بنينغتون بعد دقيقة وثمانٍ وأربعين ثانية من بداية الأغنية.
الأغنية الثانية في الألبوم هي «كراولينغ (Crawling)»، يركز المحتوى الكتابي للأغنية على تجارب بنينغتون الشخصية مع العنف ضده في مرحلة الطفولة (العنف الجسدي)، والصعوبة التي واجهها في كسر حاجز العنف، وما حصل مستقبلًا من تحطم الثقة بالنفس. هذا المعنى كان له صدًى في فيديو الأغنية، حيث تظهر فيه فتاة (كاتلين روساسين) تعرضت للاعتداء من والدها وتظهر في بداية الفيديو مصابةً بكدمات كثيرة.
أما الأغنية المنفردة الثالثة في الألبوم فهي «بيبركت (Papercut)»، وتتحدث عن أناس أغضبوا شخصًا لسنين وطريقته في كرههم.
الأغنية الرابعة في الألبوم هي «إن ذا إند (In The End)»، والتي اشتهرت بتضمنها عزف مايك شينودا للبيانو بصورة ملحوظة. كذلك ساد في الأغنية غناء الراب بواسطة شينودا يَلحقه غناء بنينغتون في الغناء الجماعي. ترتكز فكرة الأغنية على فشلشخص ما، وتُعتبر أيضًا دلالة على إنهاء العلاقة مع أمر ما، لكن يمكن اعتبارها أيضًا تعبيرًا عن فقدان الثقة في صديق قديم. عُرض فيديو الأغنية في محطات مختلفة في جولة أوزفت 2001، وتم إخراجه بواسطة ناثان كارما كوكس، ودي جي الفرقة جو هان، الذي قام بإخراج الكثير من فيديوهات الفرقة مستقبلًا، وقام كلاهما أيضًا بإخراج فيديو أغنية «بيبركت». فاز الفيديو بجائزة «إم تي في» لـ«أفضل فيديو روك (Beat Rock Video)» في مناسبة «جوائز إم تي في للفيديوهات الموسيقية» لعام 2002.
كان للأغنية الرابعة في الألبوم «بوينتس أوف أوثوريتي (Points of Authority)» فيديو خاص بها، يوجد في أول دي في دي للفرقة وهو «فرات بارتي آت ذا بانكيك فيستفال (Frat Party at the Pankake Festival)». قال الطبال روب بوردون واصفًا عملية تسجيل الأغنية: «كتبَ براد هذه الموسيقى، ومن ثَم ذهب إلى البيت. وقام شينودا بفصلها إلى أجزاء مختلفة وأعاد ترتيبها على الحاسوب [...] كان على براد أن يتعلم قسمه الخاص على الحاسوب.» تقديرًا للأغنية، امتدح ديلسون مهارة شينودا، واصفًا إياه بـ«عبقري» و«ماهر». وفي العروض المباشرة للأغنية، كان كلٌّ من بنينغتون وشينودا يغنيان معًا المقطع «اخسر اللعبة (Forfiet the game)» لمرة ثالثة على طريقة الراب.

## العمل الفني
تأثر الأسلوب الفني بشكل كبير بمخطوطة الحائط المرقعة، التي تتضمن أعمالًا أقدم بواسطة «بانكسي (Banksy)». ويحتوي غلاف الألبوم كذلك على كلمات الأغاني مقحَمة مع بعضها داخل الخلفية، حيث أن كلمات الأغنية «ون ستيب كلوزر» هي الأكثر بروزًا. نُسخ أخرى من الجندي موجودة في أغلفة الأغاني المنفردة من الألبوم، وتوجد نسخة من الجندي على شكل روبوت في غلاف الألبوم «ريأنيميشن (Reanimation)»، وهو ألبوم ريمكس من الألبوم «هايبرد ثيوري».

## الإصدار
أُصدر الألبوم «هايبرد ثيوري» في الرابع والعشرين من أكتوبر 2000 بعد عرض مباشر للأغنية «ون ستيب كلوزر». باعت الفرقة من الألبوم 50 ألف نسخة في الأسبوع الأول من إصداره، ودخل الألبوم قائمة «بيلبورد» في الولايات المتحدة محتلًا المرتبة رقم 16 في نهاية عام 2000، واعتُمد الألبوم كـ«ذهبي» عند الجمعية التسجيلية الصناعية الأمريكية بعد خمسة أسابيع من إصداره. وفي عام 2001، باعت الفرقة من الألبوم 4 ملايين و800 ألف نسخة في الولايات المتحدة، ما جعله أفضل الألبومات مبيعًا في ذلك العام، وقُدر أن الألبوم وصل إلى ما معدله 100 ألف نسخة مباعة أسبوعيًا في بداية عام 2002. واستمرت الفرقة على مدى السنوات اللاحقة في بيع نُسخ من الألبوم بوتيرة سريعة حتى اعتُمد كـألبوم ماسي بواسطة الجمعية التسجيلية الصناعية الأمريكية عام 2005، حيث وصلت مبيعات الألبوم إلى 10 ملايين نسخة في الولايات المتحدة. وبحلول يونيو 2014، وصلت مبيعات الألبوم في الولايات المتحدة إلى 10 ملايين و222 ألف نسخة.
أربع أغانٍ منفردة من الألبوم تم إصدارها في عام 2001 («بوينتس أوف أوثوريتي» كانت أغنية برومو)، ثلاث منها حققت نجاحًا في قائمة «أغاني الروك الحديثة» في الولايات المتحدة لمجلة «بيلبورد». كانت الأغنية «إن ذا إند» صاحبة أعلى ترتيب في القوائم بين أغاني الألبوم، حيث حازت المرتبة رقم 1 في قائمة «أغاني الروك الحديثة» وظهرت في قوائم عالمية. كان نجاح أغنية «إن ذا إند» سببًا جزئيًا في نجاح الألبوم «هايبرد ثيوري» في القوائم؛ فقد حصل على المرتبة رقم 2 في قائمة «بيلبورد 200» في بداية عام 2002 إلى جانب ألبوم «جيه تو ذا إل-أو!: ذا ريمكسيز (J to tha L–O!: The Remixes)» بواسطة جينيفر لوبيز، وخلف الألبوم ألبوم «ويذرد (Weathered)» بواسطة فرقة «كريد (Creed)». وكان الألبوم «هايبرد ثيوري» في المرتبة رقم 11 ضمن أفضل الألبومات استعراضًا في قائمة «بيلبورد 200» خلال العقد، أصبح الألبوم ضمن أول 10 ألبومات في القائمة في أسبوعه الثامن والثلاثين، وبقي ضمنها مدة 34 أسبوعًا. بقي الألبوم في القائمة مدة 105 أسابيع (حوالي عامين) ودخل فيها مرة أخرى في المرتبة 167 في فبراير 2011. كما أُدرج الألبوم في قوائم 11 بلدًا آخر في مراتب عالية، وكان ضمن أول 10 ألبومات في قوائم المملكة المتحدة، والسويد، ونيوزلندا، والنمسا، وفنلندا، وسويسرا. وفي مناسبة جوائز غرامي رقم 44، فازت الفرقة بجائزة غرامي عن «أفضل أداء هارد روك» بأغنيتهم «كراولينغ». كما رُشحت الفرقة لجائزتين عن «أفضل فنان جديد» و«أفضل ألبوم روك» لكنها خسرتهما لصالح أليشيا كيز (Alicia Keys) والألبوم «أول ثينغز ذات يو كانت ليف بيهايند (All Things that You Can't Leave Behind)» بواسطة فرقة «يو تو (U2)».
تبعًا للنجاح الذي حققه الألبوم، تلقت فرقة «لينكين بارك» دعوات لتقديم عروض في حفلات وجولات روك متنوعة، منها «أوزفيست (Ozzfest)»، و«فاميلي فاليوز تور (Family Values Tour)»، و«كيه آر أو كيو أكوستيك كريسماس (KROQ Acoustic Christmas)» لفرقة «كيه آر أو كيو-إف إم (KROQ-FM)»، إضافة إلى جولة «بروجيكت ريفوليوشن» التي أنتجتها الفرقة نفسها وشارك فيها فِرق أخرى مثل «سايبريس هيل» و«أديما». وخلال ذلك الوقت، اتحدت الفرقة من جديد مع ديف "فينكس" فاريل. وكانت الفرقة قد قدمت 324 عرضًا في عام 2001.

### النُسخ الخاصة
أُصدرت نسختان خاصتان للألبوم «هايبرد ثيوري» في الحادي عشر من مارس 2002 في آسيا. يحتوي القرص الأول على الألبوم الأصلي، أما القرص الثاني فيحتوي على عروض مباشرة للأغاني «بيبركت»، و«بوينتس أوف أوثوريتي»، و«أبليس فور ماي هيد (A Place for My Head)» تم تسجيلها في ميدان «دوكلاندز» لراديو «بي بي سي 1». يتضمن القرص الثاني كذلك أغنيتَي ستوديو، الأولى هي «ماي ديسمبر» التي كُتبت بعد إصدار «هايبرد ثيوري» لتكون ضمن القرص المدمج «سليم سانتا (Slim Santa)» لفرقة «كيه آر أو كيو»، والأغنية الثانية هي «هاي فولتيج (High Voltage)» وهي ريمكس للأغنية الأولى توجد أصلًا في الألبوم «هايبرد ثيوري إي بي». وفي الثاني عشر من أغسطس 2014، أصدرت الفرقة قرصًا يتضمن عرضًا في مهرجان «داونلود فيستفال 2014 (Download Festival 2014)» الذي أدوا فيه الألبوم «هايبرد ثيوري» كاملًا، والقرص بعنوان: «هايبرد ثيوري: لايف آت داونلود فيستفال 2014 (Hybrid Theory: Live at Download Festival 2014)».

## آراء النقاد
حاز الألبوم على نتائج إيجابية في المراجعات التي أجراها النقاد. حيث علَّق ستيفاني ديكيسن من مجلة «بوب ماترز (PopMatters)» قائلًا أن الفرقة كانت «أكثر تعقيدًا ومهارة من فِرق الأولاد الذين يعزفون الهارد روك في الآونة الأخيرة»، وأضاف قائلًا: «سوف يبقون جذابين وسيتحدون النغمات الموسيقية السائدة.» أما مجلة «كيو» فمنحت الألبوم أربع نجمات من خمس. وكتب روبرت كريستغاو من مجلة «ذا فيليج فويس»: «لا يعرف الرجال ما الذي يفهمه الأولاد الغاضبون»، ومنح الألبوم «درجة نجمتَي شرف»، معتبرًا الأغنيتين «بيبركت» و«بوينتس أوف أوثوريتي» الأغنيتين البارزتين في الألبوم. أما جيني إليسكو من مجلة «رولينغ ستون» فمنح الألبوم نجمتين ونصف وعلَّق قائلًا أن لدى «هايبرد ثيوري» «تأثيرًا كبيرًا مثل ألبومات مصدرة بواسطة ليمب بيزكت أو كورن» ووصفه بأنه ألبوم «يعكس التوتر الموجود في الحياة».
وقال الكاتب وليام رولمان من موقع "أول ميوزيك" أن "لينكين بارك تبدو مثل من يأتي متأخرًا إلى نمط موسيقي مصنوع لتوِّه"، ووصف أغنية "ون ستيب كلوزر" بـ"جهد مثالي"، مشيرًا إلى كلمات مقطع الغناء الجماعي في الأغنية. وامتدح جوهان ويبسون من مجلة "ميلوديك" إنتاج دون غلمور ووصف الألبوم بأنه "تدميري وغاضب لكن دائمًا مع شعور لحنيٍّ متحكَّم به بصورة جيدة." وعلَّق نويل غاردنر من مجلة "إن إم إي" قائلًا: "لكن من غير الجيد ما هو قريب من أسلوب الإيمو مثل 'ويذ يو' و'أبليس فور ماي هيد' اللتان أُدِّيتا بأسلوب الجاز بشكل عقيم مع علامات خادشة،" مانحًا الألبوم ست نجوم من عشرة. ومنح تايلر فيشر من "سبوتنيك ميوزيك" الألبوم ثلاث نجوم من خمس، قائلًا: "هايبرد ثيوري قام كألبوم معرِّف وذي نجاح تجاري في بداية القرن، ولسبب جيد."، لكنه وصف عزف الإيتار بـ"كثيرًا ما يكون لطيفًا وغير أصيل". وصرح مايك روس من مجلة "جام!" بأن الألبوم "يمثل خليطًا من أفضل ما في الهيب هوب والميتال. ثم تابع حتى قال: "... حقيقةً يمكنهم أن يعزفوا ويغَنوا الراب. حقيقةً يمكنهم أن ينتجوا بصوت عالٍ نوعًا ضاريًا من الرقص ممزوجًا مع الروك. يمكنهم أن يكتبوا كلمات الأغاني بذكاء. ذلك بالإضافة إلى أحد أفضل فرق الراب روك التي سمعتها على الإطلاق."
وأصدرت الفرقة ألبومًا بعنوان «ريأنيميشن (Reanimation)» في وقت لاحق من العام 2002، ويتضمن أغاني من الألبوم «هايبرد ثيوري» تمت إعادة صياغتها بواسطة فناني النيو ميتال والهيب هوب الخلفي. ومن المساهمين في الألبوم: «بلاك ثوت»، وفارو مونتش، وجوناثان ديفيس، وستيفن كاربنتر، وآرون لويس. تضمنت نغمة الألبومات التي أنتجتها «لينكين بارك» لاحقًا تجارب مع موسيقى كلاسيكية، مثل السترينغ، والبيانو، الذي وُجدا بصورة بارزة في الألبوم التالي «ميتيورا (Meteora)» مع نفس عناصر الإلكترونيكا الموجودة في «هايبرد ثيوري». كما شرح مايك شينودا الفرق في النغمة بين الألبومين «هايبرد ثيوري» و«ميتيورا»، بقوله: «العنصر الإلكتروني موجود دائمًا في الفرقة - فقط في بعض الأحيان نجعله أقرب إلى الواجهة.»

## العوائد
أُدرج «هايبرد ثيوري» في قوائم «ذات مستوًى عالٍ» تم إعدادها بواسط وسائل إعلام موسيقية متنوعة، حيث أطلقت مجلة «روك ساوند (Rock Sound)» في عام 2012 على الألبوم «هايبرد ثيوري» لقب «أفضل ألبوم كلاسيكي في الـ15 سنة الأخيرة.» وأدرجته مجلة «لاود واير (Loudwire)» عام 2013 في المرتبة رقم 10 ضمن قائمتها لـ«أفضل ألبومات الهارد روك المصدَرة لأول مرة». وتسرد القائمة التالية أبرز القوائم التي تضمنت الألبوم «هايبرد ثيوري»:
| وسيلة الإعلام                  | البلد            | اللقب                                                  | السنة | المرتبة |
| ------------------------------ | ---------------- | ------------------------------------------------------ | ----- | ------- |
| "ذا فيليج فويس"                | الولايات المتحدة | "البوب والجاز"                                         | 2001  | 159     |
| "كلاسيك روك"                   | المملكة المتحدة  | "أفضل 100 ألبوم روك على مَر التاريخ"                    | 2005  | 72      |
| "الصالة الفخرية للروك آند رول" | الولايات المتحدة | "الـ200 الحاسمة"                                       | 2007  | 84      |
| إلسي جاسينث                    | الولايات المتحدة | "1001 ألبوم يجب أن تستمع غليها قبل أن تموت"            | 2006  | *       |
| "روكورد كوليكتر"               | المملكة المتحدة  | "الأفضل في 2001"                                       | 2001  | *       |
| "روك ساوند"                    | الولايات المتحدة | "الـ101 ألبوم الكلاسيكية الحديثة في الـ15 سنة الأخيرة" | 2012  | 1       |
| "روك هارد"                     | ألمانيا          | "أقوى 500 ألبوم روك وميتال على مَر التاريخ"             | 2005  | 421     |
| "كيرانغ!"                      | المملكة المتحدة  | "أفضل 50 ألبوم في عقد 2000"                            | 2014  | 8       |

- تدل علامة * على أن القائمة غير مرتبة.

## قائمة الأغاني
| #   | عنوان                                       | تأليف                                  | المدة |
| --- | ------------------------------------------- | -------------------------------------- | ----- |
| 1.  | "بيبركت (Papercut)"                         | لينكين بارك                            | 3:04  |
| 2.  | "ون ستيب كلوزر (One Step Closer)"           | لينكين بارك                            | 2:35  |
| 3.  | "ويذ يو (With You)"                         | لينكين بارك • ميكيل سيمبسون • جون كينغ | 3:23  |
| 4.  | "بوينتس أوف أوثوريتي (Points of Authority)" | لينكين بارك                            | 3:20  |
| 5.  | "كراولينغ (Crawling)"                       | لينكين بارك                            | 3:29  |
| 6.  | "رن أواي (Runaway)"                         | لينكين بارك • مارك ويكفيلد             | 3:03  |
| 7.  | "باي ماي سلف (By Myself)"                   | لينكين بارك                            | 3:09  |
| 8.  | "إن ذا إند (In the End)"                    | لينكين بارك                            | 3:36  |
| 9.  | "أبليس فور ماي هيد (A Place for My Head)"   | لينكين بارك • مارك ويكفيلد • ديف فاريل | 3:04  |
| 10. | "فورغتين (Forgotten)"                       | لينكين بارك • مارك ويكفيلد • ديف فاريل | 3:14  |
| 11. | "كيور فور ذا إتش (Cure for the Itch)"       | لينكين بارك                            | 2:37  |
| 12. | "بوشينغ مي أواي (Pushing Me Away)"          | لينكين بارك                            | 3:11  |

| 13. | "ماي ديسمبر (My December)"                | مايك شينودا | 4:20 |
| 14. | "هاي فولتيج (High Voltage)"               | لينكين بارك | 3:45 |
| 15. | "ون ستيب كلوزر (One Step Closer)" (فيديو) | لينكين بارك | 2:55 |

| 13. | "ماي ديسمبر (My December)"                                                | مايك شينودا | 4:22 |
| 14. | "هاي فولتيج (High Voltage)"                                               | لينكين بارك | 3:47 |
| 15. | "ون ستيب كلوزر (One Step Closer)" (سُجلت على الهواء في راديو "بي بي سي 1") | لينكين بارك | 3:09 |

| 13. | "هاي فولتيج (High Voltage)" (على الهواء)                                      | لينكين بارك | 3:38 |
| 14. | "ماي ديسمبر (My December)"                                                    | مايك شينودا | 4:19 |
| 15. | "بوينتس أوف أوثوريتي (Points of Authority)" (ريمكس بواسطة "ذا كريستال ميثود") | لينكين بارك | 4:56 |
| 16. | "بيبركت (Papercut)" (على الهواء في "ميلتون كينيز")                            | لينكين بارك | 3:50 |

| 1. | "بيبركت (Papercut)" (على الهواء في دوكلاندز أرينا، في لندن)                         | لينكين بارك                            | 3:13 |
| 2. | "بوينتس أوف أوثوريتي (Points of Authority)" (على الهواء في دوكلاندز أرينا، في لندن) | لينكين بارك                            | 3:30 |
| 3. | "أبليس فور ماي هيد (A Place for My Head)" (على الهواء في دوكلاندز أرينا، في لندن)   | لينكين بارك • مارك ويكفيلد • ديف فاريل | 3:11 |
| 4. | "ماي ديسمبر (My December)"                                                          | مايك شينودا                            | 4:20 |
| 5. | "هاي فولتيج (High Voltage)"                                                         | لينكين بارك                            | 3:45 |

| 1. | "ون ستيب كلوزر (One Step Closer)" | لينكين بارك | 2:39 |
| 2. | "ماي ديسمبر (My December)"        | مايك شينودا | 4:21 |

| 1.  | "بيبركت (Papercut)"                         | لينكين بارك                            | 3:13 |
| 2.  | "ون ستيب كلوزر (One Step Closer)"           | لينكين بارك                            | 3:13 |
| 3.  | "ويذ يو (With You)"                         | لينكين بارك • ميكيل سيمبسون • جون كينغ | 3:34 |
| 4.  | "بوينتس أوف أوثوريتي (Points of Authority)" | لينكين بارك                            | 5:00 |
| 5.  | "كراولينغ (Crawling)"                       | لينكين بارك                            | 3:29 |
| 6.  | "رن أواي (Runaway)"                         | لينكين بارك • مارك ويكفيلد             | 3:16 |
| 7.  | "باي ماي سلف (By Myself)"                   | لينكين بارك                            | 3:24 |
| 8.  | "إن ذا إند (In the End)"                    | لينكين بارك                            | 3:40 |
| 9.  | "أبليس فور ماي هيد (A Place for My Head)"   | لينكين بارك • مارك ويكفيلد • ديف فاريل | 3:44 |
| 10. | "فورغتين (Forgotten)"                       | لينكين بارك • مارك ويكفيلد • ديف فاريل | 3:26 |
| 11. | "كيور فور ذا إتش (Cure for the Itch)"       | لينكين بارك                            | 2:50 |
| 12. | "بوشينغ مي أواي (Pushing Me Away)"          | لينكين بارك                            | 3:29 |

## القوائم والشهادات
| القائمة                                     | المرتبة |
| ------------------------------------------- | ------- |
| ألبومات أستراليا                            | 2       |
| ألبومات النمسا                              | 2       |
| ألبومات بلجيكا (ولايات أولتراتوب)           | 3       |
| ألبومات بلجيكا (ولاية والونيا في أولتراتوب) | 13      |
| ألبومات كندا                                | 5       |
| ألبومات الدنمارك                            | 4       |
| ألبومات هولندا                              | 13      |
| ألبومات فرنسا                               | 17      |
| ألبومات فنلندا                              | 4       |
| ألبومات ألمانيا                             | 2       |
| ألبومات إيطاليا                             | 2       |
| ألبومات نيوزلندا                            | 1       |
| ألبومات النرويج                             | 5       |
| ألبومات السويد                              | 4       |
| ألبومات سويسرا                              | 5       |
| ألبومات المملكة المتحدة                     | 4       |
| ألبومات الولايات المتحدة                    | 2       |

| القائمة        | المرتبة |
| -------------- | ------- |
| ألبومات فنلندا | 5       |

| المنطقة          | الشهادة     | عدد المبيعات |
| ---------------- | ----------- | ------------ |
| الأرجنتين        | بلاتيني     |              |
| أستراليا         | 5 × بلاتيني |              |
| النمسا           | بلاتيني     |              |
| بلجيكا           | بلاتيني     |              |
| البرازيل         | بلاتيني     |              |
| كندا             | 5 × بلاتيني |              |
| الدنمارك         | بلاتيني     |              |
| فنلندا           | بلاتيني     | 62,629       |
| فرنسا            | بلاتيني     |              |
| ألمانيا          | 5 × ذهبي    | +500,000     |
| إيطاليا          | ذهبي        |              |
| المكسيك          | بلاتيني     |              |
| نيوزلندا         | 5 × بلاتيني |              |
| بولندا           | بلاتيني     | +40,000      |
| السويد           | بلاتيني     |              |
| سويسرا           | بلاتيني     |              |
| المملكة المتحدة  | 5 × بلاتيني | 1,500,000    |
| الولايات المتحدة | ماسي        | 10,222,000   |

### الأغاني المنفردة
| السنة | الأغنية         | أعلى مرتبة وصلت إليها | أعلى مرتبة وصلت إليها  | أعلى مرتبة وصلت إليها   | أعلى مرتبة وصلت إليها | أعلى مرتبة وصلت إليها | أعلى مرتبة وصلت إليها | أعلى مرتبة وصلت إليها | أعلى مرتبة وصلت إليها | أعلى مرتبة وصلت إليها |
| السنة | الأغنية         | الولايات المتحدة      | أهم أغاني الروك الحديث | أنجح أغاني الروك تجاريًا | المملكة المتحدة       | السويد                | نيوزلندا              | النمسا                | فرنسا                 | هولندا                |
| ----- | --------------- | --------------------- | ---------------------- | ----------------------- | --------------------- | --------------------- | --------------------- | --------------------- | --------------------- | --------------------- |
| 2000  | "ون ستيب كلوزر" | 75                    | 5                      | 4                       | 24                    | 46                    | –                     | 38                    | –                     | 57                    |
| 2001  | "كراولينغ"      | 79                    | 5                      | 3                       | 16                    | 27                    | 37                    | 8                     | –                     | 45                    |
| 2001  | "بيبركت"        | –                     | 32                     | –                       | 14                    | –                     | –                     | 43                    | –                     | 39                    |
| 2001  | "إن ذا إند"     | 2                     | 1                      | 3                       | 8                     | 3                     | 10                    | 6                     | 40                    | 5                     |

- تدل علامة – على أن الأغنية لم يتم إصدارها في ذلك البلد أو أنها لم تدخل في القائمة.

## روابط خارجية
- هايبرد ثيوري على موقع ميتاكريتيك (الإنجليزية)
- هايبرد ثيوري على موقع أول موفي (الإنجليزية)